# Сојуз (летелица)
Сојуз (на руском Союз, у преводу „савез”) серија је летелица из Совјетског Савеза, и касније Русије, коју је пројектовао пројектни биро РКК Енергија Сергеја Корољова као одговор на амерички програм Аполо. Конструисана је средином 1960-их година. Првотно је Сојуз био намијењен за лет до Месеца, али након неуспеха ракете Н-1 одустало се од тог подухвата. Први лет Сојуза догодио се 28. новембра 1966. године, а први лет с људском посадом 23. априла 1967. године.
Летелица Сојуз одиграла је важну улогу у истраживању свемира. Коришћена је за многобројне експерименте и путовање до свемирских станица Саљут, Мир и данас Међународне свемирске станице. Летелица Сојуз се користи и дан данас, и тренутно је најкоришћенија руска летелица икада, такође и најсигурнија свемирска летелица. Сојуз се лансира на истоименој ракети (која је заснована на ракети Р-7) са космодрома Бајконур у Казакхстану.

## Дизајн
Дизајн Сојуза је једноставан и веома успешан, те се незнатно мењао у протеклих 40 година употребе. Летелица се састоји од:
- сферног орбиталног модула
- аеродинамичне капсуле за повратак на Земљу
- цилиндричног сервисног модула са соларним панелама

Космонаути бораве у капсули и орбиталном модулу. Орбитални модул служи као декомпресијска комора за прелаз из једног свемирског брода у други. Такође служи као простор за обављање различитих експеримената, те за одмор посаде. Свемирски брод Сојуз има 9 m³ простора, а маса капсуле за повратак на Земљу је око 3 t. Сојуз поседује аутоматски систем за пристајање. Летелицом може управљати посада или земаљска контрола.

## Варијанте
Кроз године летелица Сојуз је доживела низ модификације. Стога постоје различите верзије, предлози и пројекти

### Спецификације
| Верзије:                | Сојуз А (1963)       | Сојуз 7К-ОК (1967–1971) | Сојуз 7К-Л3 (LOK)    | Сојуз 7К-Т (1973–1981) | Сојуз 7К-ТМ (1975)   | Сојуз-Т (1976–1986)  | Сојуз-ТМ (1986–2002) | Сојуз-ТАМ (2003–2012 ) | Сојуз ТМА-М (2010–2016 ) | Сојуз МС (2016–.... ) |
| Укупно                  |                      |                         |                      |                        |                      |                      |                      |                        |                          |                       |
| Маса                    | 5.880 kg (12.960 lb) | 6.560 kg (14.460 lb)    | 9.850 kg (21.720 lb) | 6.800 kg (15.000 lb)   | 6.680 kg (14.730 lb) | 6.850 kg (15.100 lb) | 7.250 kg (15.980 lb) | 7.220 kg (15.920 lb)   | 7.150 kg (15.760 lb)     | ?                     |
| Дужина                  | 7,40 m (24,3 ft)     | 7,95 m (26,1 ft)        | 10,06 m (33,0 ft)    | 7,48 m (24,5 ft)       | 7,48 m (24,5 ft)     | 7,48 m (24,5 ft)     | 7,48 m (24,5 ft)     | 7,48 m (24,5 ft)       | 7,48 m (24,5 ft)         | 7,48 m (24,5 ft)      |
| Макс. пречник           | 2,50 m (8 ft 2 in)   | 2,72 m (8 ft 11 in)     | 2.930 m (9.610 ft)   | 2,72 m (8 ft 11 in)    | 2,72 m (8 ft 11 in)  | 2,72 m (8 ft 11 in)  | 2,72 m (8 ft 11 in)  | 2,72 m (8 ft 11 in)    | 2,72 m (8 ft 11 in)      | 2,72 m (8 ft 11 in)   |
| Домет                   | ?                    | 9,80 m (32,2 ft)        | 10,06 m (33,0 ft)    | 9,80 m (32,2 ft)       | 8,37 m (27,5 ft)     | 10,6 m (35 ft)       | 10,6 m (35 ft)       | 10,7 m (35 ft)         | 10,7 m (35 ft)           | ?                     |
| Орбитални модул         |                      |                         |                      |                        |                      |                      |                      |                        |                          |                       |
| Маса                    | 1.000 kg (2.200 lb)  | 1.100 kg (2.400 lb)     | ?                    | 1.350 kg (2.980 lb)    | 1.224 kg (2.698 lb)  | 1.100 kg (2.400 lb)  | 1.450 kg (3.200 lb)  | 1.370 kg (3.020 lb)    | ?                        | ?                     |
| Дужина                  | 3,00 m (9,84 ft)     | 3,45 m (11,3 ft)        | 2,26 m (7,4 ft)      | 2,98 m (9,8 ft)        | 3,10 m (10,2 ft)     | 2,98 m (9,8 ft)      | 2,98 m (9,8 ft)      | 2,98 m (9,8 ft)        | 2,98 m (9,8 ft)          | 2,98 m (9,8 ft)       |
| Пречник                 | 2,20 m (7,2 ft)      | 2,25 m (7,4 ft)         | 2,30 m (7,5 ft)      | 2,26 m (7,4 ft)        | 2,26 m (7,4 ft)      | 2,26 m (7,4 ft)      | 2,26 m (7,4 ft)      | 2,26 m (7,4 ft)        | 2,26 m (7,4 ft)          | 2,26 m (7,4 ft)       |
| Запремина               | 2,20 m3 (78 cu ft)   | 5,00 m3 (177 cu ft)     | ?                    | 5,00 m3 (177 cu ft)    | 5,00 m3 (177 cu ft)  | 5,00 m3 (177 cu ft)  | 5,00 m3 (177 cu ft)  | 5,00 m3 (177 cu ft)    | ?                        | ?                     |
| Модул за поновни улазак |                      |                         |                      |                        |                      |                      |                      |                        |                          |                       |
| Маса                    | 2.480 kg (5.470 lb)  | 2.810 kg (6.190 lb)     | 2.804 kg (6.182 lb)  | 2.850 kg (6.280 lb)    | 2.802 kg (6.177 lb)  | 3.000 kg (6.600 lb)  | 2.850 kg (6.280 lb)  | 2.950 kg (6.500 lb)    | ?                        | ?                     |
| Дужина                  | 2,30 m (7,5 ft)      | 2,24 m (7,3 ft)         | 2,19 m (7,2 ft)      | 2,24 m (7,3 ft)        | 2,24 m (7,3 ft)      | 2,24 m (7,3 ft)      | 2,24 m (7,3 ft)      | 2,24 m (7,3 ft)        | 2,24 m (7,3 ft)          | 2,24 m (7,3 ft)       |
| Пречник                 | 2,17 m (7,1 ft)      | 2,17 m (7,1 ft)         | 2,2 m (7,2 ft)       | 2,17 m (7,1 ft)        | 2,17 m (7,1 ft)      | 2,17 m (7,1 ft)      | 2,17 m (7,1 ft)      | 2,17 m (7,1 ft)        | 2,17 m (7,1 ft)          | 2,17 m (7,1 ft)       |
| Запремина               | 4,00 m3 (141 cu ft)  | 4,00 m3 (141 cu ft)     | ?                    | 3,50 m3 (124 cu ft)    | 4,00 m3 (141 cu ft)  | 4,00 m3 (141 cu ft)  | 3,50 m3 (124 cu ft)  | 3,50 m3 (124 cu ft)    | ?                        | ?                     |
| Сервисни модул          |                      |                         |                      |                        |                      |                      |                      |                        |                          |                       |
| Маса                    | 2.400 kg (5.300 lb)  | 2.650 kg (5.840 lb)     | ?                    | 2.700 kg (6.000 lb)    | 2.654 kg (5.851 lb)  | 2.750 kg (6.060 lb)  | 2.950 kg (6.500 lb)  | 2.900 kg (6.400 lb)    | ?                        | ?                     |
| Употребљиво гориво (kg) | 830 kg (1.830 lb)    | 500 kg (1.100 lb)       | 3.152 kg (6.949 lb)  | 500 kg (1.100 lb)      | 500 kg (1.100 lb)    | 700 kg (1.500 lb)    | 880 kg (1.940 lb)    | 880 kg (1.940 lb)      | ?                        | ?                     |
| Дужина                  | 2,10 m (6,9 ft)      | 2,26 m (7,4 ft)         | 2,82 m (9,3 ft)      | 2,26 m (7,4 ft)        | 2,26 m (7,4 ft)      | 2,26 m (7,4 ft)      | 2,26 m (7,4 ft)      | 2,26 m (7,4 ft)        | 2,26 m (7,4 ft)          | 2,26 m (7,4 ft)       |
| Пречник                 | 2,50 m (8,2 ft)      | 2,72 m (8,9 ft)         | 2,20 m (7,2 ft)      | 2,72 m (8,9 ft)        | 2,72 m (8,9 ft)      | 2,72 m (8,9 ft)      | 2,72 m (8,9 ft)      | 2,72 m (8,9 ft)        | 2,72 m (8,9 ft)          | 2,72 m (8,9 ft)       |

#### Сојуз 7К-ОК (1966—1971)
Летелице Сојуз 1 до Сојуз 11 припадале су првој генерацији. Могле су понети трочлану посаду без свемирских одела. Ова верзија Сојуза имала је за производњу електричне енергије соларне панеле облика крила, те аутоматски навигацијски систем Игла. Уређаји за спајање на свемирским бродовима Сојуз 1 до укључиво Сојуз 8 нису имали тунел за пролаз чланова посаде из једног свемирског брода у други већ се трансфер посада одвијао свемирском шетњом кроз отворени свемир (Сојуз 4 - Сојуз 5).

#### Сојуз 7К-Л1 (1967—1970)
Ова верзија свемирског брода Сојуз позната је под именом Зонд (4 до 8). Зонд је пројектован за лет око Месеца с људском посадом. За разлику од осталих свемирских бродова типа Сојуз свемирски бродови Зонд лансирани су руском четвероступањском ракетом Протон. С обзиром да је тадашња ракета носач Протон била способна да до Месеца допреми летелицу масе до највише 5.700 kg свемирски бродови Зонд нису имали орбитални одсек. Свемирски бродови Зонд 4 до 8 нису лансирани с људском посадом, јер би у већини случајева различити кварови приликом повратка на Земљу били смртоносни за посаду. Само је Зонд 7 у целости био успешан лет који би посаду сигурно довео назад на Земљу. Сврха употребе свемирских бродова Зонд је био политички престиж којим се намеравало да се преузме део славе Сједињених Америчких Држава у летовима с људском посадом око Земљиног природног сателита Месеца. Свемирски брод Зонд 4 је прва свемирска летелица која је при повратку на Земљу остварила контролисани успешан „поновни улаз с двоструким прескакањем”. Ову методу смањења брзине капсуле при повратку на Земљу користили су касније и северноамерички свемирски бродови Аполо.

#### Сојуз 7К-Л3
Ова варијанта Сојуза била је наменски дизајнирана за лет око Месеца. Позната је и под именом Месечев орбитални брод. Летелица је требало да послужи као прикључак за ландер на Месец.

#### Сојуз 7К-ОКС (1971.)
Верзија 7К-ОКС била је дизајнирана за лет до свемирских станица и имала је док за спајање с другим летелицама.

#### Сојуз 7К-Т (1973. - 1981.)
Друга генерација Сојуза користила се на летовима од Сојуз 12 до Сојуз 45. Користила је навигацијски систем Игла, није имала соларне панеле већ батерије и посада је смањена на два члана, због чега су могли носити свемирска одела. Због изостанка соларних панела, летелица је имала раздобље аутономије од два дана.

#### Сојуз-Т (1976. - 1986.)
Пројект Аполо-Сојуз служио је као полигон за многе нове технологије из којих је настала трећа генерација Сојуза. Сојуз Т користио је соларне панеле што је омогућило дуже мисије, редизајнирани навигацијски систем Игла и нови систем потисника. Могао је носити трочлану посаду у оделима.
Сојуз АСТП је била верзија Сојуза за употребу у Аполо-Сојуз пројекту. Сојуз АСТП имао је неколико прилагођавања која је захтевала НАСА ради повећања сигурности, користио је побољшане соларне панеле ради веће аутономије, нови универзални систем за спајање и смањени притисак атмосфере на 69 kPa. Задњи лет ове верзије летелице је био лет Сојуза 22.

#### Сојуз-ТМ (1976. - 2003.)
Сојуз-ТМ је четврта генерација Сојуза. Кориштена је за превоз до свемирских станица Саљут, Мир и . Побољшани су системи за пристајање, за комуникацију, системи у случају нужде, падобрани и мотори за слетање. Нови систем за аутоматско спајање „Курс” омогућио је потпуно независно маневрисање летелице у близини свемирских станица.

#### Сојуз-ТМА (од 2003.)
Тренутно се за летове користи летелица Сојуз-ТМА. Ова летелица поседује низ побољшања ради испуњавања сигурносних захтева НАСА-е, који укључују могућност транспорта виших и тежих астронаута и нови падобрански систем. Сојуз-ТМА је уједно и прва „потрошна” летелица која користи „стаклену пилотску кабину”. Споља је Сојуз-ТМА идентичан Сојузу-ТМ.

#### Сојуз-ТМА-М (од 2010.)
Сојуз ТМА-М је задња верзија летелице Сојуз. У овој верзији смањена је маса летелице за 70 kg заменом навигацијског рачунара Аргон с новим, потпуно дигиталним рачунаром. Тиме је уједно и значајно смањена потрошња електричне енергије. И сама структура летелице је измењена па се уместо легура магнезијума користи алуминијум, што олакшава производни процес.

## Сродне летелице
Беспилотна летелица Прогрес настала је на основи летелице Сојуз и служи за снабдевање свемирских станица.
Дизајн кинеске летелице с посадом Шензоу је инспирисан Сојузом.

## Смртни случајеви
Сојуз је имао само два смртна случаја, Сојуз 1 и Сојуз 11.

### Сојуз 1
Сојуз 1 је била прва мисија и први лет Сојуза. У њему је погинуо Владимир Комаров, пријатељ Јурија Гагарина. Проблеми су се јавили одмах када је летелица ушла у орбиту око Земље. Соларни панел се није отворио, и летелица је почела да се прегрева. Мисија је отказана и Владимир је ручно оријентисао летелицу за поновни улазак у атмосферу. Погинуо је када се падобран заглавио у туби (наводно јер је био превелики за тубу) и летелица је ударила у земљу и дезинтегрисала се.

### Сојуз 11
Сојуз 11 је била прва мисија на свемирску станицу Саљут 1. Након одвајања од станице, вентил је отворен и атмосфера из летелице је исцурела. Космонаути Георгиј Добровољски, Владислав Волков и Виктор Патсајев су пронађени мртви, а узрок смрти је гушење.